# Conferenza Olivaint del Belgio
L'Associazione reale della Conferenza Olivaint del Belgio NOP (COB) è un'associazione di studenti apolitica, pluralistica, un'organizzazione indipendente senza scopo di lucro, fondata nel 1954. Ha lo scopo di far conoscere i propri membri nella vita pubblica e nel processo decisionale di responsabilità in uno spirito di bilinguismo, pluralità di idee e multidisciplinarità.
La conferenza è diretta da un consiglio di amministrazione che supervisiona i risultati e il lavoro degli studenti. Gli studenti stessi eleggono ogni anno il loro Presidente e l'Ufficio degli Studenti. Partecipano attivamente all'organizzazione delle attività della Conferenza.
La Conferenza Olivaint del Belgio è aperta a qualsiasi studente olandese o francofono dopo aver completato due anni di istruzione superiore, con una buona conoscenza della lingua francese e olandese, e aderendo ai valori del pluralismo ed eccellenza veicolati dalla Conferenza. Le regole della Conferenza limitano il numero di membri a 50 per anno scolastico. I candidati devono presentare una richiesta scritta e essere intervistati dal consiglio di amministrazione della Conferenza.

## Storia
La Conferenza Olivaint del Belgio è stata fondata sul modello della Conferenza Olivaint (della Francia). La Conferenza Olivaint in Francia è la più antica associazione studentesca, fondata nell'autunno del 1874 da Pierre Olivaint. Nel luglio del 1954, alcuni studenti belgi incontrano la Conferenza Olivaint a Parigi. È piena di entusiasmo che gli studenti tornano in Belgio, dove realizzano rapidamente l'unicità dell'esperienza che hanno appena vissuto e discutono sulla possibilità di creare un movimento simile in Belgio. Questa chiamata all'azione è accolta positivamente e porta alla creazione della Conferenza Olivaint del Belgio, il 7 novembre 1954.
Nel luglio del 1954, un gruppo di retori belgi rimase brevemente a Parigi per partecipare ai lavori della "Conferenza Olivaint di Parigi". Questo primo contatto è stato seguito da un seminario di 15 giorni a Port-Cros dove, sotto l'egida di alti funzionari del Quai d'Orsay, i giovani di entrambi i paesi erano impegnati in lavori scritti, giochi di oratoria o altre tavoli di discussione.
È pieno di entusiasmo che i suoi compatrioti tornino in Belgio, dove realizzano rapidamente l'unicità dell'esperienza che hanno appena vissuto e discutono sulla possibilità di creare un movimento simile in Belgio. L'impulso iniziale verrà dal Padre Huvenne, vero motore della "Conferenza Olivaint di Parigi" che nel corso di una visita a Bruxelles sollecita i partecipanti a Port-Cros di creare un gruppo il cui lavoro avrebbe lo scopo di formare i giovani alla "cosa" politica. Questa chiamata all'azione viene ricevuta positivamente e porta alla creazione della Conferenza Olivaint del Belgio, il 7 novembre 1954, sotto la presidenza di Padre Haumont, s.j.

### L'ascesa della Conferenza Olivaint in Belgio
L'inizio non è abbagliante. Le defezioni si verificano anche molto rapidamente. Alcuni, infatti, hanno aderito e si sono resi conto molto presto che la vita politica, una volta privata del fascino dell'isola di Port-Cros, non esercita su di loro alcuna attrazione ... Rimane un nucleo di "appassionati", sostenuto con forza dai "consiglieri tecnici" della prima ora (E. Debra - avvocato, F.Behets-Wydemans - economista), che hanno iniziato con diligenza lo studio dei problemi attuali: pianificazione, problemi sociali, marxismo ...
Inizialmente, la giovane istituzione riunisce principalmente residenti di Bruxelles che hanno deciso tuttavia di designare il gruppo del nome di Conferenza Olivaint del Belgio, i cui obiettivi sono quindi ambiziosi. Viene istituita un'organizzazione democratica interna: un ufficio eletto dagli stessi membri, supportato dai consulenti tecnici.
Nel luglio del 1955 ebbe luogo un primo allargamento: due studenti della Facoltà di Namur tornarono entusiasti di una sessione franco-israeliana tenutasi a Port-Cros. Si uniscono al gruppo e portano amici lì: viene così portato nuovo sangue. Anche un terzo consulente tecnico, P. van Ypersele de Strihou, avvocato ed economista, sta assumendo una posizione nella Conferenza.
Negli anni successivi, il lavoro di C.O.B. è organizzato sempre più rigorosamente: a esercizi di public speaking, ora criticati da uno specialista, si aggiungono saggi scritti di giornalismo, corretti da un quarto consigliere (J.Naveau, dottore in legge e giornalista). Diversi "workshop" o gruppi di lavoro sono composti da membri provenienti dalla stessa università. Il lavoro svolto in questo contesto è presentato in sessione plenaria agli esperti e quindi dà luogo a un dibattito.
Nel 1957 furono introdotti i pranzi, durante i quali le questioni attuali sono affrontate da personalità del mondo economico, politico, sociale ... Segue un dialogo vivace tra l'oratore ospite e il suo pubblico.
Un'altra novità apparve nell'ottobre del 1957: la rivista "Contact", destinata a tenere tutti i membri informati delle attività ordinarie e straordinarie della Conferenza ea proporre tutti i contenuti dei saggi di giornalismo scritto. Sono inoltre organizzati vari simposi durante i quali personalità di varie tendenze propongono ai membri opinioni divergenti su problemi di notizie.
Fu anche nel 1957 che la COB entra nelle Fiandre: dall'inizio dell'anno accademico 1957-58, è organizzato un laboratorio da studenti dell'Università di Gand.
Nel 1958 ebbe luogo il primo "torneo di eloquenza"; gli argomenti, in primo luogo relativi al paese in cui si svolgeva la sessione di studi annuale, sono stati quindi selezionati tra i problemi politici interni.
Fu anche nel 1958 che le sessioni di studio specifiche della COB iniziano, secondo una formula di organizzazione sempre attuale. la COB visitò Israele nel 1958 dopo aver frequentato le sessioni del 1956 e del 1957 organizzate dalla Conferenza Olivaint a Parigi.
Nel 1971, la COB è strutturata e decide di assumere la forma di un A.S.B.L.

### La conferenza senza il suo fondatore
Quando padre Haumont, il fondatore della Conferenza, muore nel 1981, COB si trova di fronte a diverse difficoltà: la perdita di una personalità centrale, l'assenza di un segretariato efficace, il mantenimento di una rete di persone anziane sempre più complessa, la continuità delle attività, ...
Un consiglio di amministrazione composto da ex membri viene quindi istituito per affrontare queste sfide. Grazie soprattutto all'impegno energico del suo presidente, Jean-Jacques Masquelin, COB si stabilizzerà e continuerà le sue attività fino ad oggi.
Il 30 settembre 2004, è conferito alla COB il titolo di Assaciazione reale.
Dal 2005, C.O.B. si impegna a modernizzare le sue strutture e il suo progetto per continuare a realizzare il suo scopo principale: formare gli studenti nell'esercizio delle future responsabilità professionali dimostrando un impegno nel servizio pubblico. Nell'attuale contesto politico belga, la COB appare anche come un luogo di incontro unico per i giovani di diverse comunità del paese.

## Attività
Ogni due settimane durante l'anno accademico, gli studenti si incontrano alla Fondazione Universitaria (Bruxelles). Questi incontri bimestrali, incentrati su esercizi di public speaking, hanno acquisito familiarità con le tecniche di eloquenza. Questi esercizi orali sono stati contrassegnati da un correttore, al fine di consentire le abilità degli studenti. Ad ogni incontro una personalità del mondo politico, economico, sociale o culturale incontra gli studenti. Hanno l'opportunità di discutere un argomento particolare con un oratore di prim'ordine. Oltre agli incontri tematici, i membri scrivono anche articoli di stampa su questioni sociali per il giornale della conferenza Contact. Una volta all'anno, la conferenza ha organizzato un concorso di eloquenza. Questo è alla presenza di ex membri in un quadro di qualità aperto al pubblico. Una giuria indipendente valuta le prestazioni degli studenti. Il concorso ha un premio. la COB viaggia anche regolarmente, come la sua sorella francese, a concorsi internazionali di eloquenza, in particolare in Libano o in Canada. Infine, la sessione di studio annuale della Conferenza Olivaint rappresenta il culmine di ogni anno accademico. Lo scopo di questa sessione è consentire ai membri-studenti di analizzare in dettaglio un particolare paese o argomento (ad es. "Russia" nel 2007 e "Global Governance" nel 2008) attraverso incontri e visite all'estero. La sessione è tradizionalmente tenuta sotto il patrocinio degli Affari esteri del Belgio.